# 俄罗斯网络审查
俄罗斯联邦的互联网审查是根据若干法律和通过若干机制执行的。自2012年以来，俄罗斯一直保持着由联邦通信、信息技术和大众媒体监督局（RKN）维护的集中互联网黑名单（被称为“单一登记簿”）。该列表用于审查单个URL、域名和IP地址。它最初是用来屏蔽那些含有宣扬吸毒和毒品生产、描述自杀方法和包含儿童色情内容的网站。该法案随后进行了修订，允许封锁被列为极端主义的材料。根据自由之家的说法，这些规定经常被滥用，以阻止对政府的批评。

## 审查实例
目前，LINE、LinkedIn已被俄罗斯当局封锁。
俄罗斯于2017年通过法案禁止用于突破网络审查的VPN。
2021年12月25日，俄羅斯當局以未能删除禁止的内容為由对谷歌和脸书分别处以72亿卢布和19亿卢布罚款。
俄罗斯联邦通信、资讯科技和大众传媒监督局決定自2023年3月1日起禁止政府部门使用包括微信、Telegram、Discord、Skype在內的9款软件。

## 延伸阅读
- 白桦. . 美国之音. 2016-12-01  [2023-02-12]. （原始内容存档于2023-02-12）.